# 양자리 베타
양자리 베타(Beta Arietis) 또는 공식 명칭 셰라탄(Sheratan)은 양자리에 있는 별로 지구에서 59.6광년 떨어져 있다. 이 별은 양자리의 그림에서 양의 두 번째 뿔에 해당한다. 이전부터 불리던 이름으로 샤라탄(Sharatan), 셰라팀(Sheratim)이 있다. 플램스티드 기호로는 양자리 6으로 읽는다.
이름의 유래인 아랍어 Al Sharatan은 ‘두 개의 표식’의 의미를 지닌다. 이는 수천 년 전 베타별이 양자리 감마와 함께 춘분을 알리는 기준점의 역할을 했기 때문이다.
베타의 겉보기 밝기는 +2.66이며 분광형은 A5V로 주계열성에 해당된다.
베타는 분광쌍성이다. 동반성은 주성의 주위를 매우 큰 이심률(0.88)을 그리면서 107일에 한 바퀴 공전한다.